# Biruma no tategoto (1956)
Biruma no tategoto és una pel·lícula japonesa de l'any 1956 dirigida per Kon Ichikawa i protagonitzada per Rentarō Mikuni i Shōji Yasui.

## Argument
Juliol del 1945. L'exèrcit japonès és derrotat a Birmània. Un grup de soldats travessa la serralada per a entrar a Tailàndia. Un n'és Mizushima (Shôji Yasui), que alegra el viatge cantant i tocant una arpa. Dies després, els soldats s'assabenten de la rendició del Japó: és la fi de la Segona Guerra Mundial. En altres indrets, molts soldats aliens al comunicat, segueixen combatent. Amb el propòsit de propagar la notícia i evitar noves morts, el bon Mizushima s'encamina cap al mont Sakaku. Temps després, vestint els hàbits d'un monjo budista, serà un missatger de la pau, preservant la memòria dels caiguts a la batalla.

## Context històric i artístic
Si bé Biruma no tategoto pertany a l'àmbit general del cinema bèl·lic, cal entendre aquesta lírica i estilitzada pel·lícula com una oda d'exaltació a l'humanisme sense fronteres i a la pau universal. Quelcom raonable en el vençut i traumatitzat Japó de postguerra. Tant s'hi aboca una lluent filosofia de fraternitat i un expiador missatge pacifista com la discutible idea d'assumida conformitat i submissió: el capità japonès demana als soldats que acceptin el seu destí, la resignació dels derrotats. Amb al·legacions antibel·licistes i qualitats poètiques que l'allunyen de qualsevol atribució realista, la pel·lícula conforma, a més, algunes impressions místiques.
Realitzada amb sensibilitat i talent per un cineasta fins aleshores reconegut al seu país per una sèrie de populars melodrames, el film obtindria el trofeu més important del Festival Internacional de Cinema de Venècia, premi que li va obrir les portes de la distribució internacional. Basada en la novel·la homònima de Michio Takeyama, en essència es tracta d'un versemblant relat sobre els horrors de la guerra, i en aquest sentit destaca la seqüència dels cadàvers amuntegats sobre la sorra de la platja birmana. L'any 1985, el mateix Kon Ichikawa realitzaria una nova i potser innecessària versió d'aquest genuí clàssic del cinema asiàtic. Rodada en exteriors naturals de Tailàndia, en color i amb més recursos, va ésser justificada pel director: "No podem oblidar-nos dels sofriments causats per les guerres. I hem d'advertir d'aquestes desgràcies a les noves generacions." Gairebé trenta anys separen una pel·lícula de l'altra, però en la segona el director va poder comptar amb dos dels actors primigenis.

## Frases cèlebres
| « | "Mentre enterrava els cadàvers escampats per les muntanyes i rius, no van deixar d'assetjar-me els dubtes. Per què aquestes tragèdies?, per què tant dolor?... Vaig intentar contestar i vaig comprendre algunes coses. Per molt que hi pensi, l'home mai no entendrà aquests misteris. El nostre únic deure és alleugerir el dolor d'aquest món. Només així, si ens enfrontem al dolor i l'absurd, demostrarem la nostra força per a assolir una pau més forta. Per aconseguir això, he de treballar molt i esforçar-me." (Shōji Yasui en el paper del comandant) | » |

| « | El capità Inouye: "Les cançons enlairaven els nostres ànims i, de vegades, els nostres cors." | » |

## Curiositats
- Kon Ichikawa va dir que la novel·la original era com una fantasia, però va eliminar aquest aspecte en la versió cinematogràfica.[3]
- És inclosa al llibre 1001 Movies You Must See Before You Die (1001 pel·lícules que cal veure abans de morir) editat per Steven Jay Schneider.[4]

## Errades del film
- La banda sonora de la pel·lícula correspon al so d'una arpa moderna i no al de l'instrument musical molt més bàsic mostrat al film.[5]
- L'oficial britànic a càrrec del dipòsit funerari crematori parla amb un accent australià i no pas britànic.[5]

## Premis
- 1956: nominada a l'Oscar a la millor pel·lícula de parla no anglesa
- 1956: Venècia (Premi Sant Giorgio i Premi OCIC -menció honorable-)[6]